# Зося Синицкая
Зося Викторовна Синицкая — персонаж романа Ильи Ильфа и Евгения Петрова «Золотой телёнок», девушка, в которую были влюблены Остап Бендер и подпольный миллионер Корейко.

## Возраст и внешность
Зося говорит Корейко, что «ещё так недавно ей было девятнадцать лет, а сейчас уже двадцать. А ещё через год будет двадцать один». Действие романа происходит в 1930 году, соответственно, Зося родилась в 1910 году.
Зося имеет спортивную внешность, соответствующую господствующему в СССР 1930-х гг. идеалу красоты.

## Семья
О родителях Зоси ничего не известно, кроме того, что её отца звали Виктором.
Дед — старик Синицкий, зарабатывающий на жизнь публикацией ребусов, шарад и прочих головоломок в журналах и газетах (в частности, упоминаются издания «Молодёжные ведомости» и «Водопроводное дело»). Постоянно жалуется на то, что от него требуют идеологически выдержанные ребусы («Идеология заела… а какая в ребусном деле может быть идеология?»), и на этой почве делает непростительные с политической точки зрения ошибки (так, в одном из ребусов был загадан лозунг «В борьбе обретёшь ты право своё», но, как указал ему Корейко, «это эсеровский лозунг. Для печати не годится»).
Из других загадок старика Синицкого в романе упоминаются:
- забракованная редакцией шарада с отгадкой «теплофикация»;
- шарада с отгадкой «индустриализация» («Мой первый слог сидит в чалме, он на востоке быть обязан» etc.; глава 9);
- шарада, начинающаяся словами «Мой первый слог на дне морском, на дне морском второй мой слог»  (глава 9);
- «два колхозных логогрифа и один алгеброид, в котором, путём очень сложного умножения и деления, доказывалось преимущество советской власти перед всеми другими властями» (глава 9);
- ребус со следующими картинками: «куль, из которого сыпались буквы „Т“, ёлка, из-за которой выходило солнце, и воробей, сидящий на нотной строке. Ребус заканчивался перевёрнутой вверх запятой» (глава 9);
- загадочная картинка «Где председатель этого общего собрания рабочих и служащих, собравшихся на выборы месткома насосной станции?», предназначавшаяся для журнала «Водопроводное дело» (глава 14).

Сочинение головоломок было одной из немногих статей дохода Синицких — старик также давал домашние обеды, однако и они приносили мало денег — одного из столовников, по фамилии Побирухин, «вычистили» с работы, ещё один женился и стал обедать дома, двое уехали в отпуск. Оставался один Корейко, но и тот не платил, ссылаясь на задержку жалованья.
Майя Каганская отмечает наличие в ребусах старика Синицкого пародийных намёков
на антропософию.

## Личная жизнь
Обожатели — Остап Бендер и подпольный миллионер Корейко — пытаются ухаживать за Зосей, но терпят фиаско: Корейко она отвергла по причине того, что «у неё искания, а у него сорок шесть рублей», Остапа же она напрямую назвала лжецом («вы врёте больше других граждан»).
По первоначальному замыслу авторов, должна была стать женой Остапа Бендера, ради которой он отказался бы от вожделенного миллиона. Именно этот счастливый конец «воскресили» создатели российского телесериала 2006 года, в котором роль О. Бендера играл Олег Меньшиков, а роль Зоси — Ольга Красько.
Сравнение красивой, «нежной и удивительной» Зоси Синицкой, к которой Остап питает искренние чувства, с его карикатурной «женой» мадам Грицацуевой из «Двенадцати стульев», явившейся жертвой брачного аферизма, говорит об «очеловечивании» образа Остапа Бендера.
В конце финальной версии романа Зося выходит замуж за Перикла Фемиди (судя по имени и фамилии, грека), который работает секретарем изоколлектива железнодорожных художников, и берёт двойную фамилию (в конце романа она представилась Бендеру как «Синицкая-Фемиди»). То, что Зося вышла замуж за «представителя коллектива», предпочтя его «подпольным миллионерам», в советское время трактовалось как поражение идеи «единоличничества».

## Имя героини
Зося, польское имя — уменьшительное от польского имени Зофья (Софья). Это имя является отсылкой к Софии-премудрости, Софии — вечной женственности философа Владимира Соловьёва. Фамилия же героини является очевидной отсылкой к пословице «лучше синица в руках, чем журавль в небе», прозрачный намёк на ситуацию выбора Остапа Бендера между семейным счастьем и мечтой стать миллионером.

## Факты
- В журнале «Крокодил» в 1986—1988 годах была рубрика «Шевели мозговой извилиной» (где публиковались различного рода головоломки), которую вёл «старик Синицкий-младший», сын Зоси и правнук старика Синицкого.

## Киновоплощения
- Золотой телёнок — Светлана Старикова
- Мечты идиота — Алика Смехова
- Золотой телёнок (телесериал) — Ольга Красько